# Растов, Ардалион Ардалионович
Ардалио́н Ардалио́нович Ра́стов (17 июня 1926, Москва — 31 июля 2012, там же) — советский инженер-конструктор, лауреат Ленинской и Государственной премии СССР, Герой Социалистического Труда, почётный академик Российской академии ракетно-артиллерийских наук.

## Биография
Родился в семье Ардальона Николаевича (1889—?) и Раисы Семёновны Растовых. Отец — из дворян Рязанской губернии, сын депутата IV Государственной Думы Н. В. Растова.
В 1949 году с отличием окончил радиотехнический факультет Московского энергетического института. В 1948 году ещё учась в МЭИ и работал по совместительству в НИИ-17.

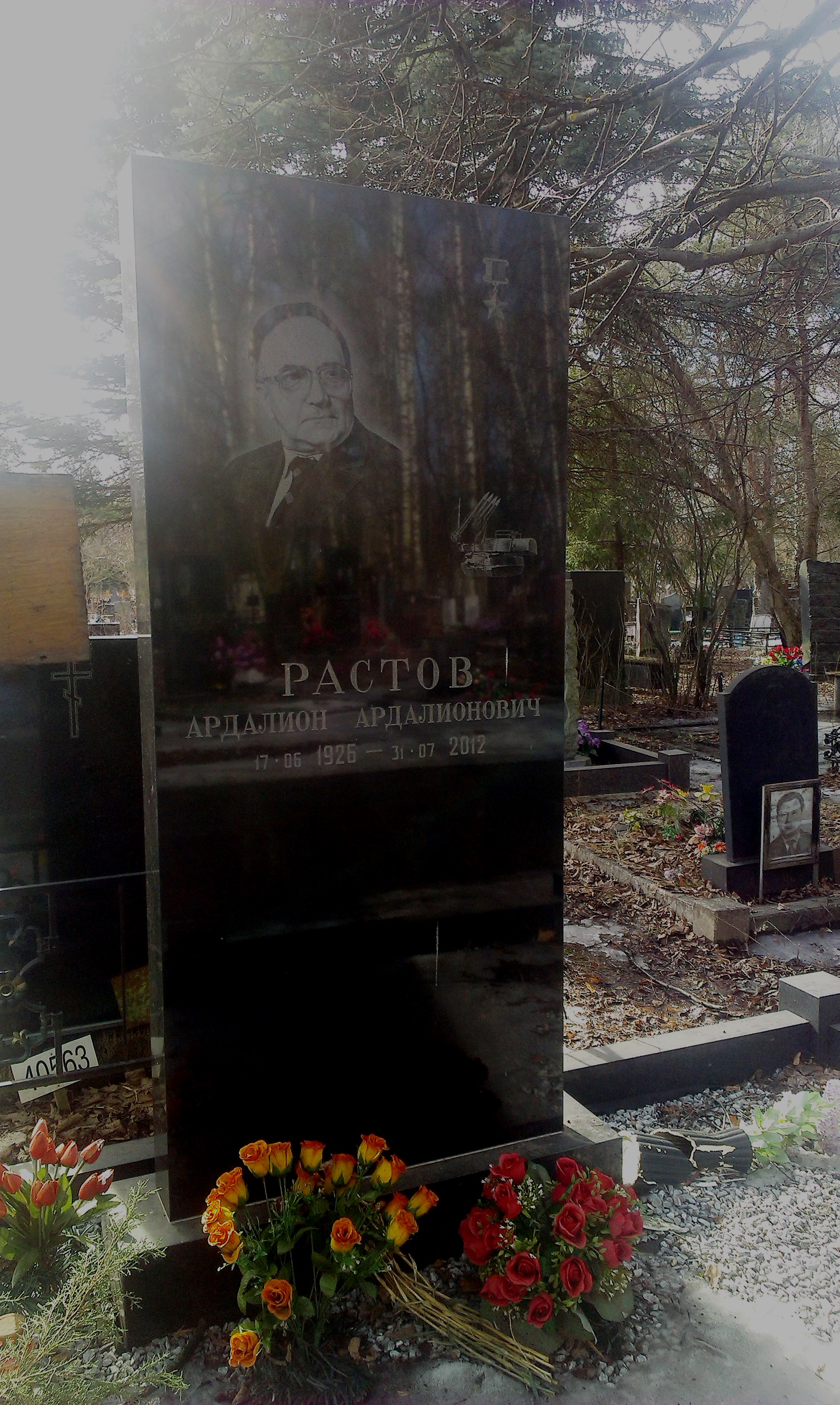
Могила Растова

В 1953 году был назначен заместителем главного конструктора по РЛС «Изумруд-2» для самолетов МиГ-17 и МиГ-19. В 1955 году переведён в филиал НИИ-17 в г. Жуковский, ныне Научно-исследовательский институт приборостроения имени В. В. Тихомирова (НИИП). Руководил испытаниями систем класса «воздух-воздух» К-5 самолетов МиГ-17 и МиГ-19, оснащенных РЛС «Изумруд-2».
В 1957 году Ардалион Растов работает на новом для Института направлении — Главный конструктор по созданию ЗРК для сухопутных войск (1955—1982). Разработанный под его руководством ЗРК «Куб» (1967—1983) был принят на вооружение советской армии и изготавливался серийно — было выпущено более 500 комплектов ЗРК. За 16 лет в должности Главного конструктора осуществил семь модификаций аппаратуры комплекса «Куб».
Автор научных трудов и изобретений в области авиационной техники и зенитного вооружения, организации разработок и освоения военной техники. С 1969 года кандидат технических наук, имеет 42 научных труда и 3 изобретения.
Был женат, оставил двух дочерей.
Ушёл из жизни 31 июля 2012 года. Похоронен на кладбище «Островцы» в Московской области.
.

## Награды
- Герой Социалистического Труда (1983)
- лауреат Ленинской (1972) и Государственной премии СССР (1980)
- награждён орденами Ленина, Октябрьской Революции, Трудового Красного Знамени, медалями
- Почётный радист СССР